# Длинноносые бандикуты
Длинноно́сые бандику́ты (Perameles) — род млекопитающих семейства Бандикутовые.

## Виды
В роде длинноносых бандикутов выделяют три вида:
- Грубошёрстный бандикут (лат. Perameles bougainville). Ранее был широко распространён на юге и юго-западе Австралии, а также в Западной Австралии. К настоящему времени встречается только на островах Бернье и Дорр в заливе Шарк.
- Тасманийский бандикут (лат. Perameles gunnii). Обитает на острове Тасмания.
- Длинноносый бандикут (лат. Perameles nasuta). Распространён вдоль восточного побережья Австралии в Квинсленде, а также в юго-западной части штата Виктория.

К вымершим и ископаемым видам относятся:
- †Perameles allinghamensis. Доисторический вид длинноносого бандикута, обитавший в Австралии около 4 млн. лет назад[1].
- †Perameles bowensis. Доисторический вид[2].
- †Perameles sobbei. Доисторический вид[2]
- † Пустынный бандикут (лат. Perameles eremiana). Предположительно вымерший вид. Последний экземпляр был найден в 1943 году[3]. Был распространён в центральных районах Австралии, в штатах Северная территория и Западная Австралия.

## Распространение
Обитают в открытых ландшафтах, небольших лесах и в пустынях.

## Внешний вид
Размеры варьируют от небольших до крупных. Длина тела составляет от 21 до 40 см, хвоста — 9—17 см.
Морда удлинённая, заострённая. Уши заострённые. Задние конечности удлинены, в то время как передние укорочены. Спина обычно серо-оливкового или светло-оранжевого цвета. У большинства видов на крестце проходят тёмные поперечные полосы.

## Образ жизни
Ведут наземный образ жизни. Гнёзда устраивают или на земле, или в норах. Активность приходится на ночь. Питаются насекомыми, ящерицами, мелкими позвоночными, иногда растениями.

## Размножение
Размножаются круглый год. В потомстве обычно от 1 до 5 детёнышей, которые остаются с матерью обычно в течение 70 дней (покидают материнскую сумку, как правило, на 55 день). Самки достигают половой зрелости на 3 месяц жизни, самцы — на 4-5 месяц. Продолжительность жизни составляет около 2 лет.